# Шиселвени
Шиселвени (на английски: Shiselweni, също Шиселуени) е район в югозападната част на Есватини с площ 3779 km2 и население 243 000 (2007). Административен център е град Нхлангано.

## Население
- 217 000 (1997)
- 243 000 (2007)

Средната гъстота на населението е 64,3 д/km2 (2007).